# 二条新御所

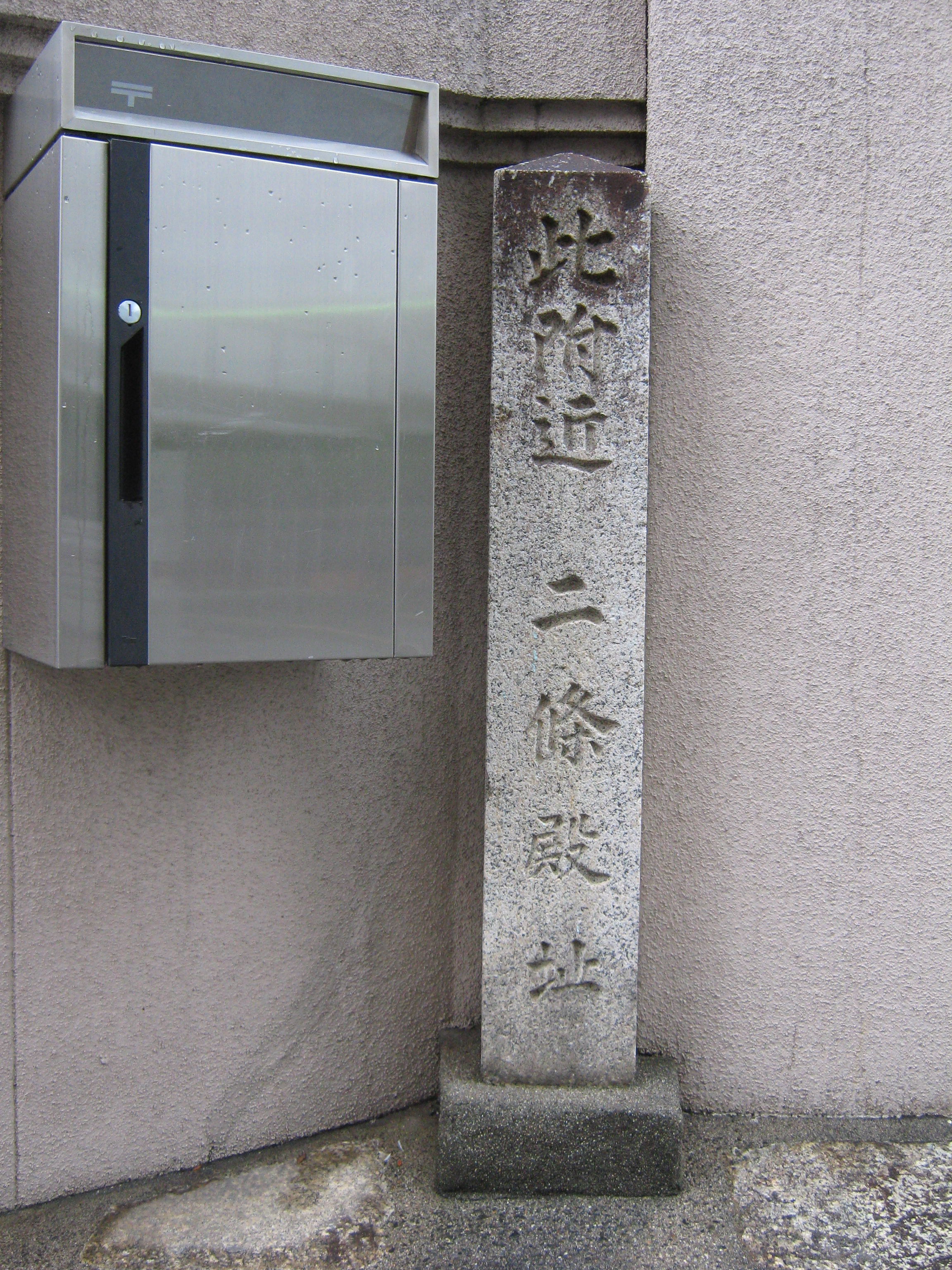
「此附近 二条殿址」の碑（京都市中京区両替町通御池上る東側、京都国際マンガミュージアム（旧龍池小学校）付近）

二条新御所（にじょうしんごしょ）は、京都府京都市中京区二条殿町に存在した御所。
二条御新造、二条殿、旧二条城とも呼ばれる。現在は、二条殿跡として知られている。
織田信長が烏丸－室町の御池上る付近に設けた城館である。かつては足利義昭の二条御所と同じ場所にあったと考えられていたが、現在は違う場所にあったことが判明している。

## 歴史
天正4年（1576年）2月、信長は岐阜城よりも京都に近い安土城に居を移した。同時に、京都にも自身の屋敷を構える動きを見せた。
信長は京に滞在した際、二条通南側の妙覚寺（現在地とは異なる）に宿泊していたが、寺の東側に隣接する公家の二条家の邸宅の庭の眺望を気に入っていた。二条邸（二条殿）は当時、「洛中洛外図屏風」に必ず描かれるほどの名邸であった。また、この屋敷の西側は、戦国時代の上京と下京をつなぐ唯一の道・室町通に面していた。
そもそも、この邸宅がある地にはかつて後鳥羽上皇の仙洞御所・三条坊門殿が、後には後嵯峨上皇の御所・押小路烏丸殿（押小路殿）が建てられていた。泉が美しく、別名として泉殿とも呼ばれていた御所である。その後、二条良実の邸宅となると、以後は二条家の本宅・二条殿として長らく使用されていた。
天正4年（1576年）3月、信長は上洛した時の宿所とするため、二条晴良から二条邸を譲り受けた。信長のはからいにより、二条家には報恩寺の替地が与えられた。『言経卿記』3月28日条では、「右大将殿（信長）」より申し付けられて、報恩寺の普請が行われ、「二条殿（晴良）」が近々移徙することが記されている。
4月10日、二条晴良が報恩寺の新邸に移徙し、二条邸は空き家となった。
5月上旬、信長は「二条殿御構へ」の普請を、京都所司代の村井貞勝に命じた。
7月、かつて松永久秀の居城であった大和国の多聞山城の主殿が移築された。主殿以外にも、8月には寝殿や御成の間もつくられており、信長が自身の宿所とするため、本腰を入れていたことがわかる。
9月、多聞山城から移築された主殿が完成した。山科言継は自身の日記『言継卿記』9月13日条において、「二条の主殿、目をおどろかすものなり」と記している。
天正5年（1577年）閏7月12日、信長がこの「二条新御新造」に初めて入邸した。信長が入邸した以降もしばらく普請は続き、9月の末に御所が完成した。以後2年ほど、信長はここに自ら居住し、京の宿所（本邸）として使用した。
この頃の二条新御所の様子が、江村専斎の『 老人雑話』に「信長の時に二条殿をば報恩寺を替え地にして移し、小池の御所を取立て、屋形を結構し、小池に反り橋などをかけ、烏丸通に東の壁をかけ、室町の東側の町屋はありて、町屋の後に長壁をかけたり、門は南面なり」と記録されている。これによれば、義昭の二条御所に比べて遥かに小さいことがわかる。この御所に対する信長の考え方が窺える。
このように、信長の宿所が定まったことは公家社会から見れば当面歓迎されることであったと推測される。将軍家が不在の京都において、朝廷を政治的にも経済的にも支える信長が武家の大将として定まった場所にいることは一定の安定感をもたらしたことであろう。
天正7年（1579年）11月15日、信長は二条御新造を正親町天皇の皇太子・誠仁親王に献上し、親王家の御所となった。その後、勧修寺晴豊の使者がやって来て、「御移徙の儀」があるので用意するように伝えられた。
11月22日、東宮・誠仁親王と若宮・和仁王（後の後陽成天皇）が移徙している。そのため、「二条新御所」と呼ばれるようになった。
天正10年（1582年）6月2日、明智光秀による本能寺の変が起きると、妙覚寺にいた信長の嫡男・信忠主従はそれを知るや本能寺の信長と合流するため出撃しようとしていた。しかし、そこに村井貞勝父子らが駆けつけ、本能寺が既に落ちた旨を伝え、防御能力に優れた二条新御所へ移ることを進言した。
また、異変を察知した公家の中には親王一家の安否を確かめるべく、二条新御所に駆け付けた者も少なくなかった。勧修寺晴豊は現場に駆け付けたが、明智勢に阻まれて御所に入れなかった。他方、正親町季秀は御所に入ったが親王の供をせずに残り、二か所ほど傷を負いその後逃げたと記されている。
そして、信忠は二条新御所に着くと誠仁親王らを内裏に移徙させた上でここに籠城し、攻囲する明智勢を相手に奮戦した。だが、貞勝ら60余名は討ち死にし、信忠は自害、二条新御所は灰燼に帰した。
本能寺の変後、二条新御所の跡地は浄土宗の僧・貞安に下され、大雲院が建立された。

## 位置に関して
この二条新御所は足利義昭の二条御所跡に設けられたとする説があったが、山科言継が天正4年（1576年）9月13日に「右大将家二条新邸を見物」、翌14日には「武家古城を見物」し石垣の取り壊し・搬出されている様子を目撃したことが『言継卿記』に記されているから、明らかに別の場所にあったと考えられる。
また、誠仁親王の時代、禁裏を「上の御所」と呼んだのに対し、こちらが「下の御所」と呼ばれていたから二条新御所は禁裏南方にあったと思われ、御所西にあった義昭の二条御所跡に築かれたとするのは不自然である。
さらに本能寺の変の際、信忠は陣を妙覚寺から二条新御所へ移していることから、両者は近傍に在ったと推測される。同じ時、信忠恩顧の小沢六郎三郎は二条新御所に駆けつけたが明智軍に囲まれていたため「町通り（現新町通）二条（二条通のこと）」へ「上が」って御構えに駆け込んだと『信長公記』に記されているから、二条新御所は二条通南方にあったことが明らかであり、この点からも義昭の二条御所とは別であったと判断できる。
また、先に触れたように乱後、この地に信忠の菩提寺大雲院が建築されていることも有力な傍証となる。
現在は両替町通御池上ルに「此附近 二条殿址」、室町通御池上ルに「二条殿御池跡」と彫られた石碑が建っている。付近には「二条殿町」「御池之町」及び本能寺の変ゆかりの「上妙覚寺町」「下妙覚寺町」の地名が残る。なおこの「御池」が現在の御池通の名前の由来となっている。
跡地には、変の直後羽柴秀吉により信忠の菩提を弔うため、大雲院が創建されたが、間もなく秀吉の京都改造に伴い寺町四条下ルに移転させられた。

## 参考史料
- 『信長公記』
- 大日本史料